# Antocha (Antocha) gladiata
Antocha (Antocha) gladiata is een tweevleugelige uit de familie steltmuggen (Limoniidae). De soort komt voor in het Oriëntaals gebied.